# دابني إل. فريدريك
دابني إل. فريدريك (بالإنجليزية: Dabney L. Friedrich)‏ هي محامية أمريكية، ولدت في 19 يونيو 1967 في تشيفي تشايس ‏ في الولايات المتحدة.